# Вельц, Карл Александрович
Карл Александрович Вельц (эст. Karl Velts; 30 ноября 1917, Кивиярве, Петроградская губерния — 9 марта 2012, Маарду) — председатель Президиума Союза ветеранских организаций Эстонии.

## Биография
В 1939—1940 годы участвовал в войне с Финляндией.
После демобилизации работал шофёром молочного комбината в Ленинградской области.
С 3.5.1943 — в рядах РККА; воевал на Волховском, Ленинградском и 3-м Прибалтийском фронтах в качестве шофёра батальона аэродромного обслуживания, в последнее время был шофёром командующего фронтом. Был участником защиты стратегического железнодорожного узла города Тихвина, прорыва блокады Ленинграда, освобождения Пскова, Печор, Риги. Был награждён тремя боевыми медалями.
С 1944 года находился в резерве фронта. Через некоторое время был направлен на восстановление железнодорожного сообщения на Украине, где застал окончание войны. В 1946 году демобилизовался.
После войны жил в Таллине, работал шофёром; позднее был директором автобазы при Совете Министров Эстонской ССР, председателем профсоюза автотранспортников республики.
С 1954 года — на партийной работе; в 1956 году окончил республиканскую партшколу при ЦК КПЭ, в 1964 — Высшую партийную школу в Москве.
С 1965 года работал первым помощником капитана на судах загранплавания объединения «Запрыба», затем — старшим инспектором по работе с моряками загранплавания (до 1990). В 1990—1991 годы — председатель Контрольно-ревизионной комиссии при ЦК КПЭ.
В 1996 году баллотировался на выборы в Таллинское горсобрание от Русской партии Эстонии.
Работал руководителем социальной комиссии, первым заместителем председателя президиума Союза ветеранских организаций Эстонии, с 2008 года — председатель президиума.
Участник юбилейного Парада Победы в Москве 9 мая 2005 года. Состоял в российском гражданстве.

## Награды
- Орден Дружбы (24 декабря 2007 года, Россия) — за большой вклад в консолидацию общественных организаций российских соотечественников в Эстонии[7]
- Орден Отечественной войны II степени (6.4.1985)[2]
- Медаль «За боевые заслуги» (27.9.1944)[1]
- Медаль «За оборону Ленинграда»[4]
- медаль «За охрану общественного порядка»[4]
- Медаль «За трудовую доблесть»[4].